# مقام السيد المسيح

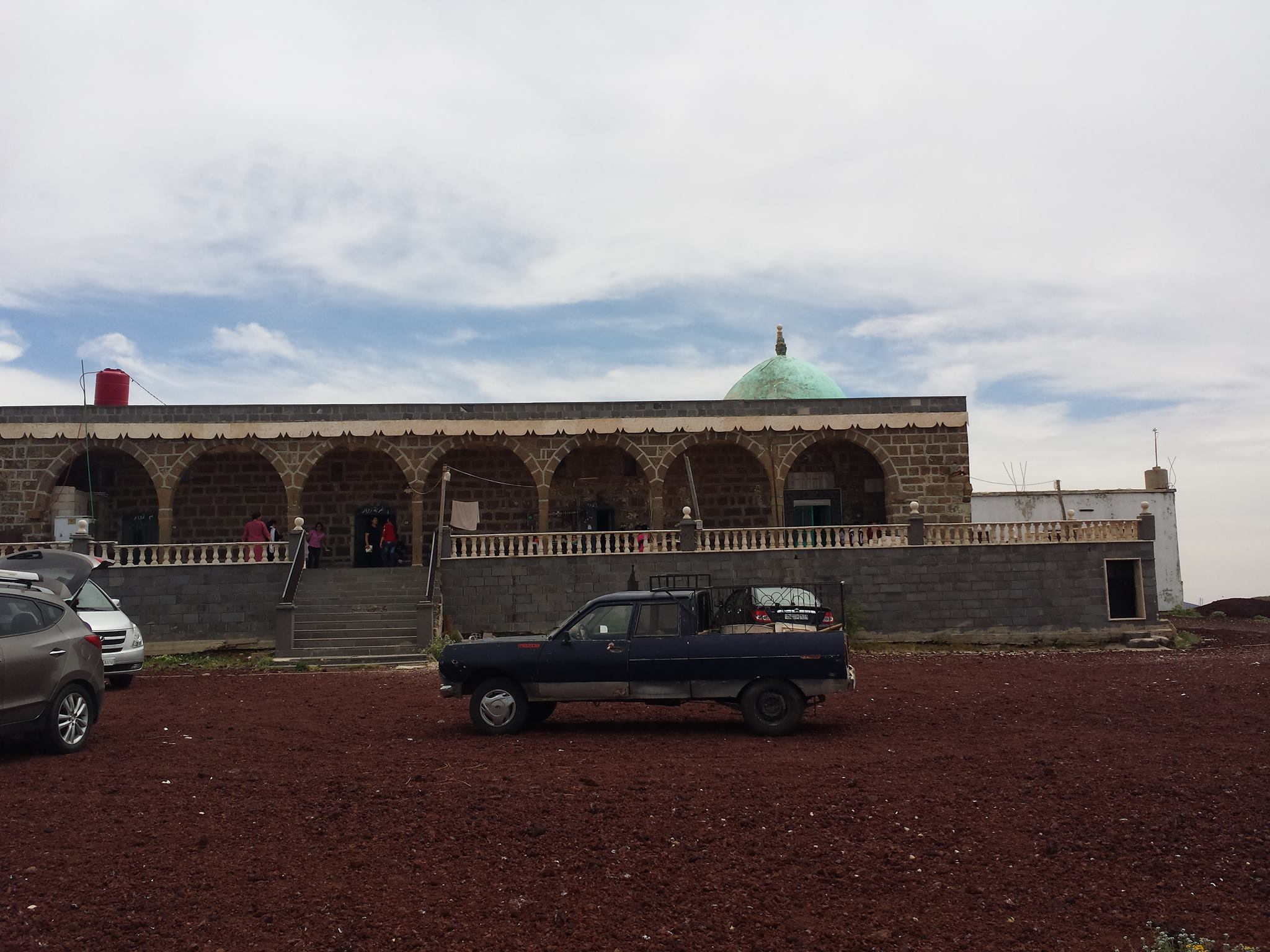
مقام السيد المسيح الدرزي في محافظة السويداء.

مقام السيد المسيح هو أحد مقامات الموحدون الدروز في سوريا، ويقع المقام على قمة جبلية مرتفعة بين قرى مفعلة ونمرة والطيبة من منطقة البجعة في محافظة السويداء، حيث يُقال أن يسوع التجأ إلى هذه القمة وأقام فيها حلقة سرية مع تلاميذه.